# Церковь Сретения Господня (Сылва)
Церковь Сретения Господня — православный храм в селе Сылва Шалинского района Свердловской области.
Решением № 535 Исполнительного комитета Свердловского областного Совета народных депутатов от 31 декабря 1987 года присвоен статус памятника архитектуры регионального значения.

## История
Каменное здание церкви построено в 1855 году на западном берегу городского пруда по оси улицы Малышева. Закрыто в 1930-х годах. В 1935 году были разобраны два верхних яруса колокольни. Позднее использовалось как клуб и библиотека. В настоящее время ведутся ремонтно-восстановительные работы. С 2000-х годов проводятся богослужения.

## Архитектура
По архитектуре является примером позднего классицизма по образцам столичных архитекторов.
Крестообразное в плане здание перекрыто ложным куполом, увенчанным главкой-ротондой. Угловые пилоны храмового четверика венчали декоративные главки-балясины с крестами. К западной ветви храмового объёма примыкают трапезная и колокольня с входом, оформленным портиком из четырёх тосканских колонн. До разрушения колокольня была трёхъярусная, её верхний цилиндрический объём венчал купол. Фасады Сретинской церкви оформлены со свойственной позднему классицизму сдержанностью. Стены здания прорезаны двумя ярусами окон. Горизонтальная тяга охватывает по периметру всю церковь и членит фасады на основную, нижнюю части и аттик.
Центр южного и северного фасадов выделен неглубокой арочной нишей с вписанными в неё оконными и дверными проёмами. Северный и южный входы выделены пилястрами тосканского ордера и широким замковым камнем над аркой. Организацию внутреннего пространства определяет характерная для позднего классицизма двухосная композиция плана церкви. Над ветвями креста поднимаются цилиндрические своды. Храмовый четверик перекрывает глухой парусный свод.